# Bantin
Bantin ist ein Ortsteil der Stadt Zarrentin am Schaalsee im Landkreis Ludwigslust-Parchim im Westen von Mecklenburg-Vorpommern.
Der Ort liegt östlich des Kernortes von Zarrentin und südlich von Boissow an der Kreisstraße K 8 und am Hammerbach, einem linken Zufluss der Schaale. Nördlich und westlich des Ortes verläuft die Landesstraße L 041 und südlich die L 04. Südlich erstreckt sich das 1855 ha große FFH-Gebiet Schaaletal mit Zuflüssen und nahegelegenen Wäldern und Mooren. (Siehe Liste der FFH-Gebiete in Mecklenburg-Vorpommern)

## Sehenswürdigkeiten

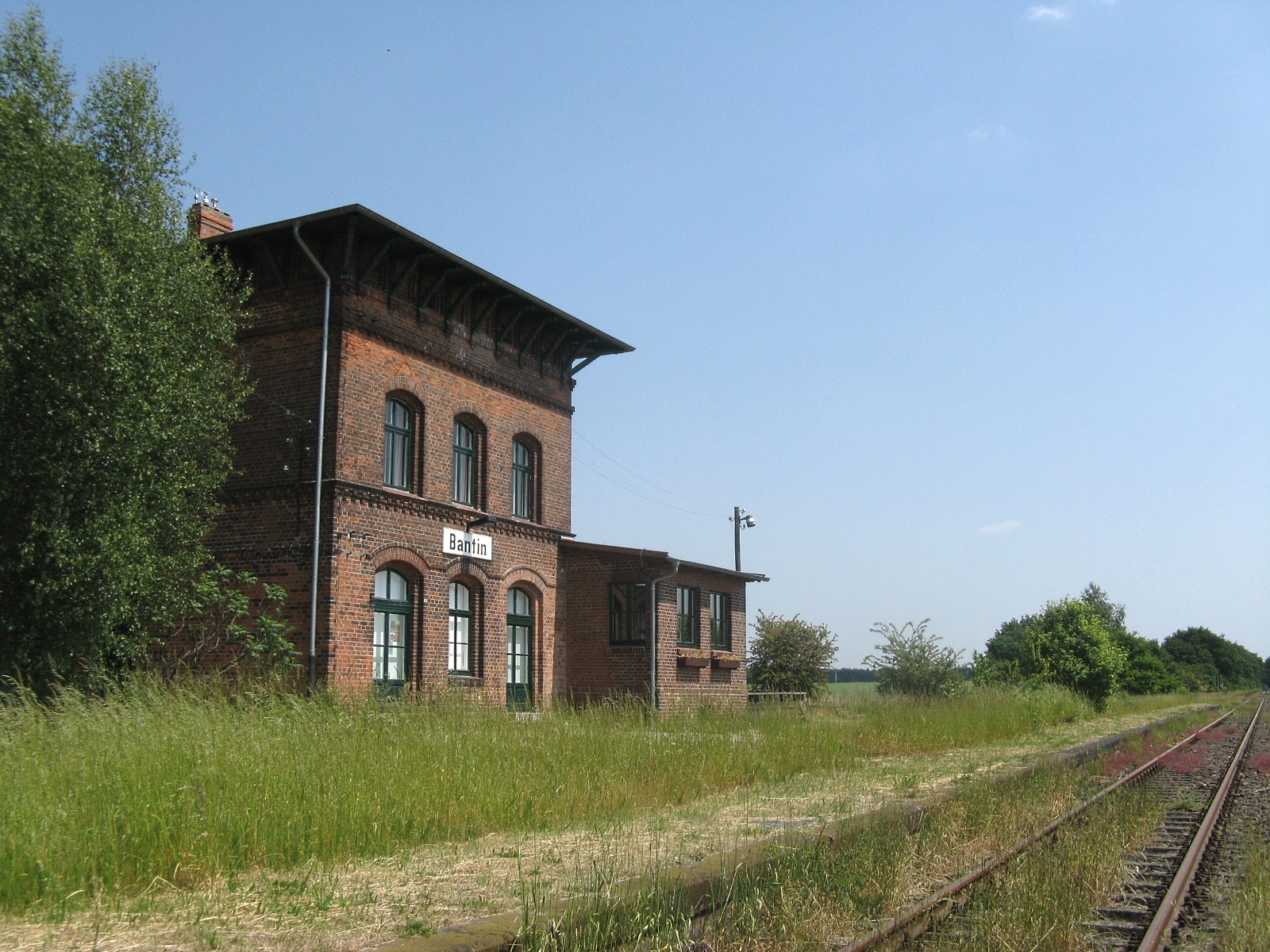
Bahnhof Bantin (2008)

### Baudenkmale
In der Liste der Baudenkmale in Zarrentin am Schaalsee sind für Bantin drei Baudenkmale aufgeführt, darunter der Bahnhof.